# Raffaele de Courten
Raffaele de Courten (Milaan, 23 september 1888  - Frascati, 23 september 1978) was een Italiaanse Ammiraglio di Armata (admiraal) in de Regia Marina tijdens de Tweede Wereldoorlog. Hij was de laatste stafchef van de Regia Marina. Hij diende in vier oorlogen.

## Leven
Raffaele de Courten werd op 23 september 1888 in Milaan geboren. In 1906 ging Courten naar de Academie van de Marine in Livorno, waar hij in 1910 afstudeerde, en tot Guardiamarina (Luitenant-ter-zee) bevorderd werd. Hij diende op de slagschepen Vittorio Emanuele en Benedetto Brin tijdens de Italiaans-Turkse Oorlog.  

### Eerste Wereldoorlog
Op 5 augustus 1915 nam hij met zijn luchtschip Città di Jesi aan een aanval op het Oostenrijks steunpunt in Pola deel. Tijdens deze aanval werd zijn luchtschip uit de lucht geschoten en Courten werd krijgsgevangen gemaakt. In juni 1917 werd hij als krijgsgevangene uitgewisseld.

### Interbellum
Tussen de beide wereldoorlogen in commandeerde hij een onderzeeboot en een torpedobootjager. De Courten ontwikkelde een reputatie als een expert op het gebied van de onderzeeboten. Vanaf juli 1933 tot februari 1936 was Courten marine-attaché in Berlijn. Courten had een Duitse moeder, waardoor hij vloeiend Duits sprak. Hierdoor kon hij als attaché in Berlijn goede relaties met Adolf Hitler onderhouden. Hij werd tot commandant van de kruiser Aosta benoemd, en nam deel aan de Spaanse Burgeroorlog door het bombarderen van de republikeinse stelling in Valencia. In juni 1938 werd Courten tot Ispettorato Armi Subacquee (Inspectie van het Onderzeewapen) benoemd. Zijn taken waren de efficiëntie te verhogen van de onderzeeboten, torpedo's en mijnen. Hij was ook verantwoordelijk voor de ontwikkeling van een speciaal klein, snel vaartuig voor offensieve taken, en de selectie van Italiaans personeel voor de marine commando's.

### Tweede Wereldoorlog
Vanaf maar 1941 kreeg hij als Ammiraglio di Divisione (Schout-bij-nacht) het commando over 7ª Divisione Navale (7e Marine Divisie) en de 8ª Divisione Navale (8e Marine Divisie) van de Italiaanse marine, en nam onder andere deel aan de eerste slag om Sirte, operatie Vigorous en operatie Harpoon in juli 1942. Voor zijn inzet tijdens operatie Harpoon werd De Courten met de Zilveren medaille voor Dapperheid onderscheiden. In maart 1943 werd De Courten tot Sottocapo di Stato Maggiore della Marina (plaatsvervangend stafchef van de Marine) benoemd. Hij werd de nummer drie in de Supermarina (Italiaans Hoge Marine Commando), na admiraals Arturo Riccardi en Luigi Sansonetti. Hij hield zich hoofdzakelijk bezig met administratieve verantwoordelijkheden, zodat Sansonetti zich op de marineoperaties kon concentreren. 
Na de val van Mussolini, werd hij in de regering Badoglio op 27 juli 1943 als opvolger van Arturo Riccardi tot minister van Marine benoemd. En op 29 juli 1943 werd hij tot stafchef van de marine benoemd. In oktober 1943 tekende De Courten een verdrag met admiraal Andrew Cunningham over medewerking van de Italiaanse marine tegen nazi-Duitsland. De Courten probeerde voor en na de wapenstilstand van 8 september 1943 de belangen en het bij elkaar houden van de vloot veilig te stellen. Hoewel ze van 1943 tot 1945 met delen van de marine aan de geallieerde zijde opereerde, moesten harde beperkingen en restricties geaccepteerd worden in het daaropvolgende vredesverdrag. Eind 1946 trad De Courten af, als teken van protest tegen de voorwaarden opgelegd door het verdrag. 

### Burgerleven
In september 1946 kreeg De Courten een kreeg een ernstig auto-ongeluk. 
Van 2 oktober 1952 tot 19 februari 1959 was hij president van Italia Marittima. En van 1 januari 1951 tot juli 1952 was hij president van de Verzekeringsmaatschappij Riunione Adriatica di Sicurtà. Hierna ging hij met pensioen en overleed op 23 augustus 1978 in Frascati.

## Militaire carrière
- Academie van de Marine in Livorno: 1906 - 1910[1][5]
- Luitenant ter zee 3e klasse (Guardiamarina): 1910[1][5]
- Luitenant ter zee 2e klasse (Sottotenente di Vascello):
- Luitenant ter zee 2e klasse oudste categorie (Tenente di Vascello): 1923[2]
- Korvetkapitein (Capitano di Corvetta): 1927[2]
- Fregatkapitein (Capitano di Fregata):
- Kapitein-ter-zee (Capitano di Vascello): 1933[2]
- Commandeur (Contrammiraglio): juni 1938[1] - 1939[2][5]
- Schout-bij-nacht (Ammiraglio di Divisione):
- Viceadmiraal (Ammiraglio di Squadra):
- Luitenant-admiraal (Ammiraglio di squadra designato d'Armata):
- Admiraal (Ammiraglio d'Armata): oktober 1940[2]

## Onderscheidingen
- Zilveren medaille voor Dapperheid[1]
- Bronzen medaille voor Dapperheid[1]
- Orde van Verdienste
  - Grootkruis op 30 december 1952[6]
- Militaire Orde van Italië
  - Commandeur op 13 mei 1948[7]
  - Ridder op 26 mei 1942[7]
- Herinneringsmedaille van de Italiaans-Turkse Oorlog 1911-1912
- Herinneringsmedaille van de Italiaans-Oostenrijkse Oorlog 1915-1918 (4 jaar campagne)
- Herinneringsmedaille van de Eenwording van Italië
- Overwinningsmedaille (Italië)

## Publicatie
- Memorie dell'Ammiraglio de Courten 1943-1946 di de Courten Raffaele. ISBN 9788898485147.